# Formació de Yixian
La formació de Yixian és una formació geològica situada a Jinzhou, Liaoning, Xina, que s'estén durant 11 milions d'anys del Cretaci inferior.
És coneguda per l'interès del seu registre fòssil.